# Quadrangle (cartographie)
Pour les articles homonymes, voir Quadrangle (homonymie).
En géodésie et en planétologie, un quadrangle est un quadrilatère curviligne délimité par deux méridiens et deux parallèles.
Les quadrangles servent à découper la surface d'un corps planétaire en sous-surfaces, essentiellement pour les cartographier mais aussi pour indiquer la localisation grossière de telle ou telle formation géologique. Les quadrangles sont généralement désignés par le nom d'un lieu remarquable : quadrangle de Peoria dans l'Illinois (États-Unis), quadrangle d'Aeolis sur Mars, etc.

## Terre
Le principal découpage de la surface terrestre en quadrangles est celui du World Geographic Reference System (en) (« Système mondial de référence géographique ») : quadrangles de premier niveau (15 × 15°), de deuxième (1 × 1°), de troisième (1 × 1 ') voire de quatrième (0,01 × 0,01 '),.
Les quadrangles sont aussi utilisés pour cartographier certains pays : Costa Rica, États-Unis, Irak, Pakistan, etc.

## Autres corps planétaires
La cartographie des corps autres que la Terre est généralement organisée quadrangle par quadrangle. C'est notamment le cas des planètes telluriques (Mercure, Vénus, Mars) et de plusieurs gros satellites (Lune, Ganymède, Io).